# Alone Yet Not Alone (Lied)
Alone Yet Not Alone ist ein Song der US-amerikanischen Künstlerin Joni Eareckson Tada und Bestandteil des  Films Einsam bin ich, nicht allein (Originaltitel: Alone Yet Not Alone). Das Lied war für einen Oscar nominiert, wurde jedoch wegen illegitimer Werbung disqualifiziert.

## Entstehungsgeschichte
Der Text des Liedes stammt von Dennis Spiegel, die Musik von Bruce Broughton. Die beiden schrieben das Lied für den gleichnamigen Film.  Joni Eareckson Tada leidet seit einem Badeunfall in ihrem 18. Lebensjahr unter Quadriplegie. Die evangelikale Pastorin und Künstlerin hat dadurch ein verringertes Lungenvolumen und ist eigentlich nicht in der Lage zu singen. Ken Tada, ihr Ehemann, drückte während der Aufnahme auf ihr Zwerchfell, um ihr genug Luft zum Atmen zu geben. So konnte sie ihren Song einsingen.
Ein Video erschien am 21. November 2013 über die Plattform YouTube. Dort ist die besondere Einsingsituation zu sehen. Daneben enthält das Video Ausschnitte aus dem Film.

## Oscar-Nominierung
Am 16. Januar 2014 wurden die Nominierungen für die Oscarverleihung 2014 veröffentlicht und auch Alone Yet Not Alone befand sich unter den nominierten Liedern für den besten Filmsong. 14 Tage später teilte die Jury mit, den Song zu disqualifizieren, nachdem bekannt wurde, dass Filmkomponist Bruce Broughton, ehemaliger Gouverneur und Mitglied des Musikzweigs der Academy, E-Mails an Teile der Jury versendet hatte, um diese an seinen Song zu erinnern und eine Nominierung zu erreichen. Dies ist jedoch gegen die Regeln der Academy of Motion Picture Arts and Sciences, die jede Beeinflussung der Jury als Regelverstoß ahndet. Zudem habe Broughton seine Stellung und seinen Einfluss ausgenutzt. Broughton selbst zeigte sich enttäuscht von dieser Entscheidung. Er begründete sein Verhalten damit, dass er mit seinem Song gegen Filmsongs antreten musste, die Monate an Werbung im Vorlauf hatten. Er habe Angst gehabt, dass sein Stück übersehen worden wäre.
Die Kontroverse führte aber auch zur Steigerung des Bekanntheitsgrades. So stieg das Lied in der Folge auf Platz 19 der Billboard-Charts für Christliche Musik. Joni Eareckson Tada durfte den Song auch bei den Movieguide Faith and Values Awards vorführen.